# Полиполия
Полиполия — ситуация, когда на рынке действует неограниченное количество продавцов и неограниченное количество покупателей (при минимальном количестве крупных продавцов) и при этом полностью действуют законы конкуренции («Невидимой руки» Адама Смита).
В отличие от монополии, при которой существует единственный поставщик уникального товара, услуг или вида деятельности при множестве покупателей, и олигополии, при которой на рынке доминирует небольшое количество продавцов, при полиполии имеется множество продавцов (поставщиков) и множество покупателей (потребителей). Тем не менее, соотношение количества как тех, так и других достаточно для поддержания конкуренции.